# Dosarul „Loteria II”
Dosarul Loteria II a fost un scandal public din România, în care fostul vicepremier și om de afaceri George Copos, fostul ministru al Comunicațiilor Sorin Pantiș și Camelia Voiculescu au fost trimiși în judecată de Direcția Națională Anticorupție (DNA), pentru manipularea pieței de capital.
La data de 29 decembrie 2008, procurorii Direcției Naționale Anticorupție i-au trimis în judecată pe cei trei - alături de alte zece persoane - fiind acuzați de manipulare a pieței de capital, după ce o societate a lui Copos a creat un prejudiciu de 600.000 de dolari Fondului Proprietății de Stat (FPS).
Punctul de pornire al activității controversate l-a reprezentat realizarea mai multor creanțe fictive, în valoare de 5 miliarde lei vechi, a companiei lui Copos, Ana Electronic (AE), către compania Fast Service Electronica SA București (FSE).
Creanța fictivă a fost generată, în baza unor documente comerciale și contabile întocmite în fals, de Maxim Ioan – director general al FSE, Bontaș Vasile – director general al AE și Roza Giulio-Giuzepe – director economic al AE.
În noiembrie 2000, Mihai Stolojanu, membru al Comitetului Director al Sucursalei Teritoriale București a FPS, Susanu Nicu-Romeo, expert în cadrul Sucursalei Teritoriale București a FPS și George Vodislav, membru al Comitetului Director al Sucursalei Teritoriale București a FPS, au aprobat o notă prin care creanțele fictive ale Ana Electronic au fi fost transformate în acțiuni la FSE.
Având concursul fraudulos al expertului evaluator Precup Ilie, care a indicat cu intenție o valoare a acțiunilor societății diminuată de 6,8 ori, Ana Electronic a obținut, în mod fraudulos, în regim neconcurențial, discriminatoriu și netransparent rezultat din evitarea procedurii legale de licitație publică un pachet semnificativ (46,1274 %) din acțiunile FSE pe calea conversiei acestei creanțe în acțiuni la un raport 1,43 USD/acțiune deși valoarea de piață a unei acțiuni era de minim 9,6 USD/acțiune.
Acțiunea a generat un prejudiciu de 719.913 USD în dauna acționarilor FSE, din care circa 632.300 de dolari - pentru Fondul Proprietății de Stat, a cărui participație a fost diminuată, și o pagubă de peste 87.000 de dolari pentru ceilalți acționari ai Fast Service Electronica, cinci firme și 5.901 persoane fizice.
Ulterior, pentru a ascunde originea ilicită a acțiunilor FSE, obținute de Ana Electronic s-au derulat în perioada decembrie 2002 - decembrie 2004 operațiuni de spălare de bani (plasarea, stratificarea și, respectiv, integrarea titlurilor de participare) - operațiuni în urma cărora s-au obținut venituri ilicite în valoare totală de 237 miliarde lei vechi.
Ana Electronic a preluat cele 40 de spații comerciale ale FSE, iar pe 38 dintre acestea le-a vândut mai târziu, indirect, către Loteria Română, într-o tranzacție contestată, care a făcut obiectul dosarului Loteria I .
Tot în dosarul Loteria II, Gheorghe Copos, în calitate de acționar majoritar al Ana Imep și Roza Giulio – Giuzepe - în nume propriu, în calitate de administrator al Rom Tur GM Impex , și vicepreședinte al Consiliului de Administrație al Ana Grup au derulat concertat, la diferite intervale de timp dar în realizarea aceleiași rezoluții infracționale, activități de manipulare a pieței de capital.
În acest fel s-a urmărit obținerea unei participații de peste 90% la Ana Imep (tranzacționată pe piața reglementată RASDAQ) care să le permită închiderea acesteia prin delistarea societății de la bursă.
Această activitate s-a desfășurat cu participarea a lui Niculaie Ghinea, Sorin Pantiș și Camelia-Rodica Voiculescu.
Magistrații Tribunalului București au decis, pe 27 mai 2009, să decline competența privind judecarea procesului Loteria II în favoarea Înaltei Curți de Casație și Justiție.
La data de 23 octombrie 2009 Înalta Curte de Casație și Justiție a decis că nu este competentă să judece dosarul Loteria II, trimițând dosarul la tribunal. În data de 27 ianuarie 2010 dosarul a intrat pe rolul Judecătoriei Sectorului 2 din București. Această instanță a pronunțat sentința de condamnare a inculpaților în data de 29 ianuarie 2013. George Copos a fost condamnat la patru ani de închisoare, pentru evaziune fiscală în formă continuată.
Pe 25 iunie 2015, Tribunalul București a decis achitarea tuturor celor 13 inculpați din dosarul Loteria II, decizia nefiind definitivă.